# Chloridolum thailandicum
Chloridolum thailandicum är en skalbaggsart som beskrevs av Hayashi 1984. Chloridolum thailandicum ingår i släktet Chloridolum och familjen långhorningar. Inga underarter finns listade i Catalogue of Life.